# Rotterdamse tram

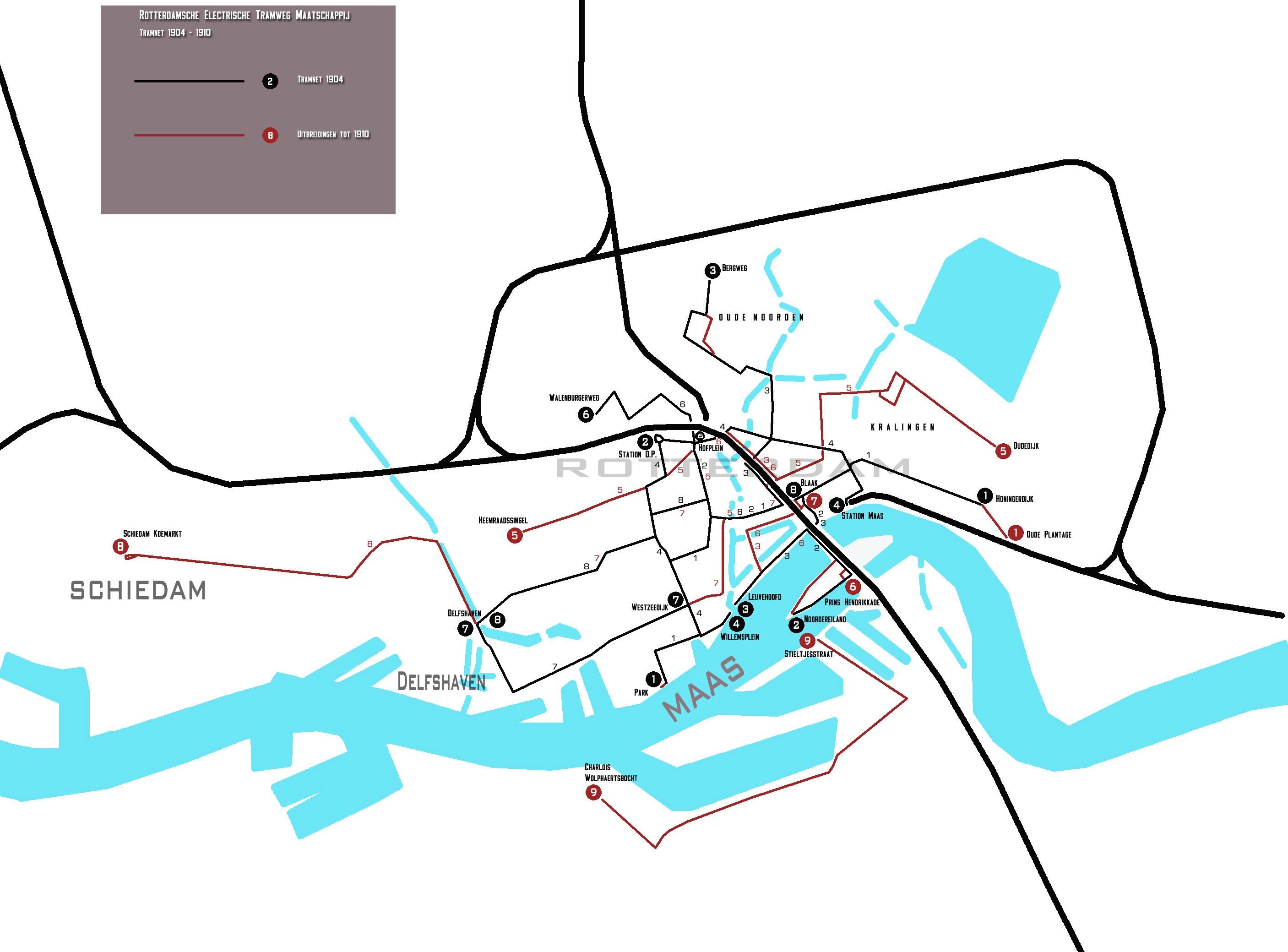
Het Rotterdamse tramnet in 1904 en de daaropvolgende uitbreidingen tot 1910.

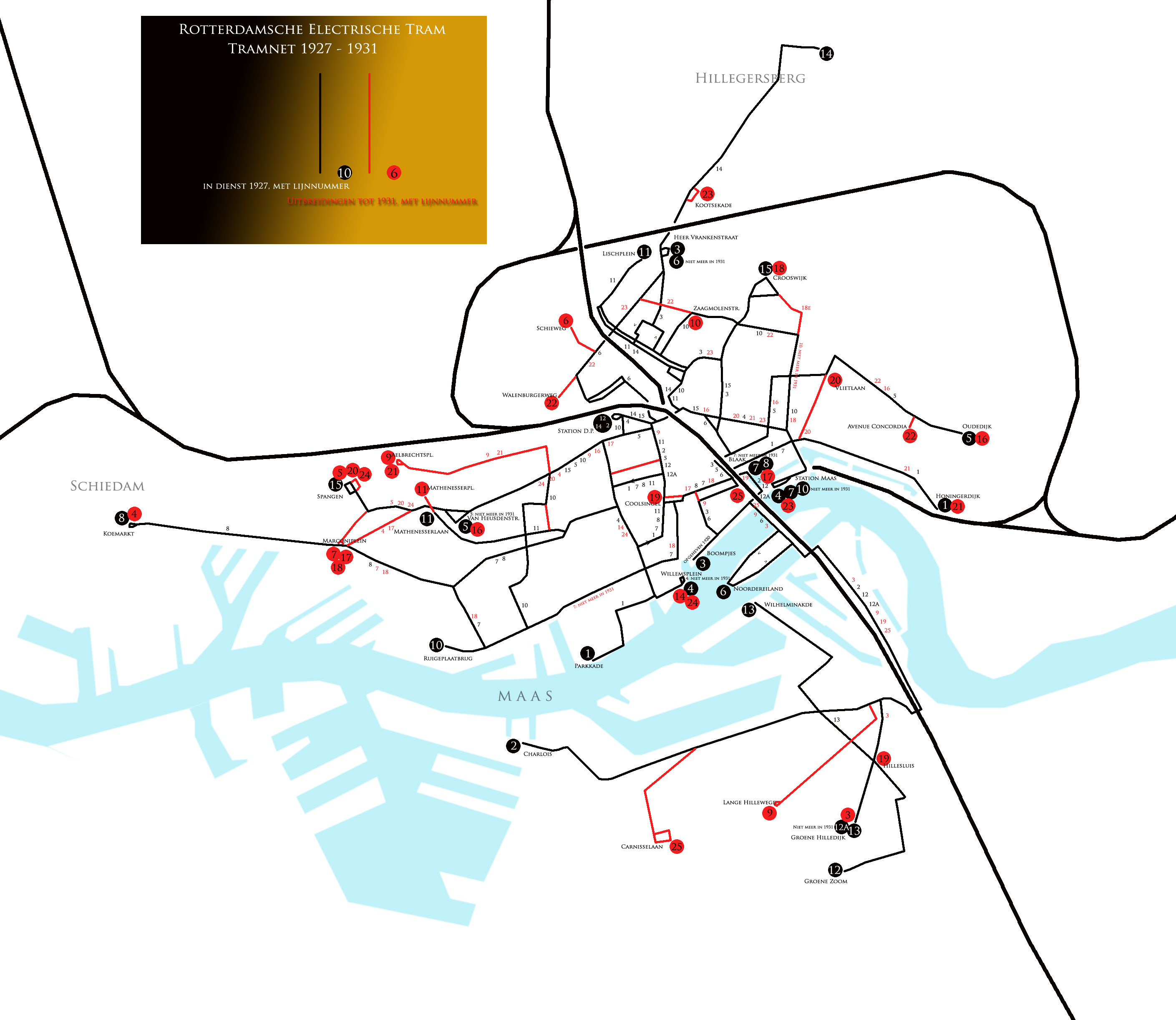
Het Rotterdamse tramnet in 1927 en de daaropvolgende wijzigingen tot 1931.

Het tramnetwerk in en rondom Rotterdam telt negen lijnen die dagelijks rijden en twee die bij speciale gelegenheden rijden. Het tramnetwerk wordt geëxploiteerd door de Rotterdamse Elektrische Tram (RET). De spoorwijdte is 1435 millimeter (normaalspoor), de bovenleidingspanning is 600 volt en het tramnet is geschikt voor eenrichtingtrams. Het tramnet bedient vier gemeenten en heeft drie tramlijnen die ook buiten de Rotterdamse gemeentegrens rijden.

## Geschiedenis
De RET heeft twee tramwegmaatschappijen in Rotterdam als voorganger gehad, respectievelijk de RTM en de RETM. In 1878 werd de RTM (Rotterdamsche Tramweg Maatschappij) opgericht. De eerste paardentram in Rotterdam reed in 1879. De RTM reed tot 1904 met paardentrams en stoomtrams in en om de nog niet zo uitgebreide stad. Behalve de RTM waren er in en om Rotterdam nog twee kleinere trammaatschappijen. De Schielandsche Tramweg-Maatschappij opende in 1882 een paardentramlijn met 1067 mm spoorwijdte van het Hofplein via de Schiekade en Bergweg naar Hillegersberg. De Schiedamsche Tramweg-Maatschappij opende in 1902 een paardentramlijn in Schiedam van het station via de Koemarkt naar het Hoofdplein. Deze tramlijn had een spoorwijdte van 1000 mm.
Een nieuwe vorm van stadsvervoer, de elektrische tram, kwam met de oprichting van de nieuwe RETM (Rotterdamsche Electrische Tramweg Maatschappij) in 1904. Op 18 september 1905 nam de RETM de eerste elektrische tramlijn in gebruik, lijn 1 Honingerdijk – Beurs – Park. De elektriciteit werd tijdelijk geleverd door een noodcentrale. Op 15 oktober 1906 begon de gemeente met levering van elektriciteit uit de nieuwe centrale en ging de looptijd, 21 jaar, van de concessie in. Hetzelfde jaar kwamen er al vijf lijnen bij. In 1907 en 1908 kwamen er nog meer lijnen bij en kwam het totaal op negen lijnen. Het maximum werd bereikt in 1930 toen de Rotterdamse tram 25 lijnen had. De rijtuigen waren in het begin donkerblauw, later crème en vanaf de jaren dertig okergeel.
Sinds 27 maart 1907 was de paardentram naar Overschie de enig overgebleven niet-elektrische lijn van de RETM. De paardentrams naar Hillegersberg en in Schiedam bleven ook nog rijden. Deze maakten geen deel uit van het net van de RETM. De paardentram in Schiedam werd op 31 december 1917 zonder vervanging opgeheven. De lijn naar Hillegersberg werd in 1919 eigendom van de RETM. Deze verbouwde de lijn in de jaren 1922 en 1923 tot elektrische tramlijn op normaalspoor. Op de lijn naar Overschie werden de paardentrams in de jaren 1924 en 1925 geleidelijk vervangen door trams met benzinemotoren. In 1928 werd deze lijn vervangen door een buslijn.
Sinds 1904 verzorgde de RTM uitsluitend het vervoer van Rotterdam-Zuid naar en van de Zuid-Hollandse en Zeeuwse eilanden met stoom- en dieseltrams alsmede een uitgebreide vloot veerboten.
De RETM heeft na enkele jaren onderhandelen het trambedrijf aan de gemeente overgedragen. Op 4 april 1927 viel het Raadsbesluit en op 15 oktober van dat jaar werd de RETM een gemeentelijk vervoerbedrijf en kreeg de naam RET (Rotterdamse Elektrische Tram). De 1903 werknemers komen in dienst van de gemeente.

## Materieelgeschiedenis motorwagens

### Tweeassers

#### Tweeramers

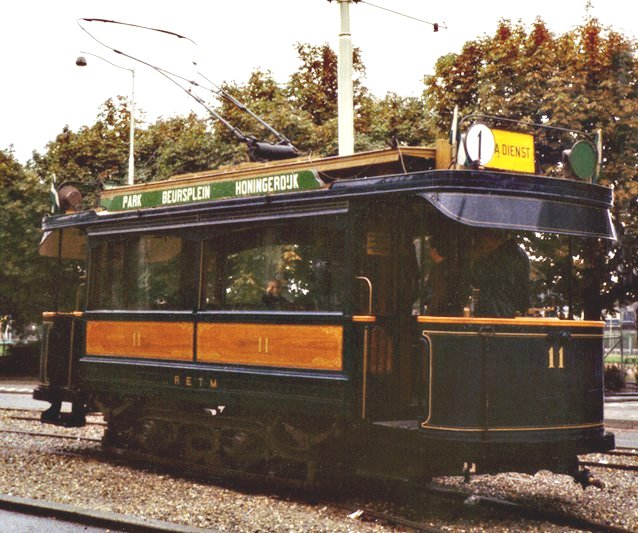
RETM motorwagen 11 (bouwjaar 1905) als museumtram bij Diergaarde Blijdorp, 1983.

In 1905 arriveerden de eerste elektrische trams in Rotterdam, de serie 1-20. Deze motorwagens met twee van boven licht gebogen ramen en donkerblauw geschilderde wagenbakken met bruine zijpanelen en veel jugendstilmotieven, zijn gebouwd door de Belgische firma Metallurgique uit Henegouwen. Zij hebben een grote gelijkenis met de eerste Haagse elektrische trams (ook serie 1-20). De balkons zijn open zodat de bestuurder aan al het goede en slechte weer wordt blootgesteld. 12 wagens hadden langsbanken met in totaal 20 zitplaatsen en de andere dwarsbanken met in totaal 19 zitplaatsen. In 1912 werden deze trams crème geschilderd en kregen gesloten balkons. In 1922 werden de 2 gebogen zijramen vervangen door 6 kleine raampjes. Deze trams gingen in 1931 buiten dienst. De motorwagens 1 en 11 zijn als museumtrams voor het nageslacht bewaard gebleven en rijvaardig.
De serie bestond uit twee delen, 1-12 en 13-20. Wagen 11 die nog aanwezig is heeft dwarsbanken maar het was oorspronkelijk wagen 17. In afwijking van wat bij de RET normaal was, dat het baknummer het rijtuignummer bepaalde, heeft bij wagen 11 het trucknummer het rijtuignummer bepaald.

#### Drieramers

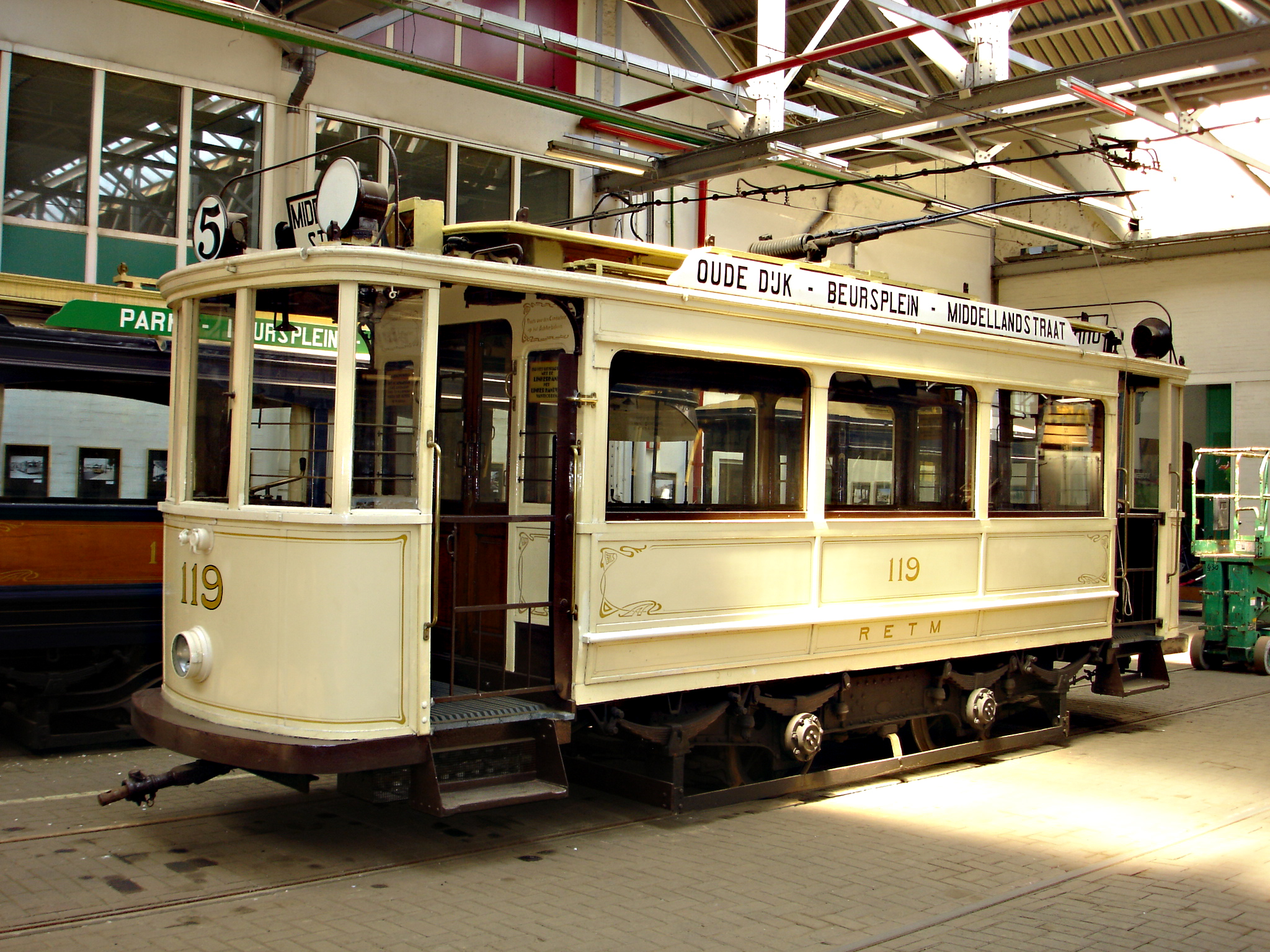
RETM motorwagen 119 (bouwjaar 1907).

Net als in Den Haag is de volgende serie trams voor Rotterdam wegens de enorme uitbreiding van het tramnet (zie kaart) groot. De trams uit de serie 21-126 hebben drie zijramen en nog wel langsbanken, in dit geval met in totaal 18 zitplaatsen. De ""serie 21-70"" is geleverd door de Belgische firma Ragheno in 1906. Een andere Belgische firma leverde hetzelfde jaar de ""serie 71-90"" en de firma Metallurgique ook nog in 1906 de ""serie 91-106"". In 1907 levert Allan uit Rotterdam de ""serie 107-126"". Al deze trams worden in donkerblauwe kleur afgeleverd maar ze worden later crème geschilderd. Van het begin aan hebben deze trams al een afgeschermd balkon. Al deze trams gingen in de jaren 1931 tot en met 1934 buiten dienst. In 1908 wordt door de tramfabrikant Allan uit Rotterdam een vervolgserie gebouwd: 127-151. Ook deze waren eerst donkerblauw en later crème. Deze serie werd in de jaren 1931 en 1932 door de RET gemoderniseerd. Ze kregen toen de nieuwe RET-kleuren zwart en okergeel. In de jaren tussen 1938 en 1941 werden de meeste verbouwd tot bijwagen. De laatste gingen in 1950 buiten dienst. De motorwagens 86 en 119 zijn als museumtrams bewaard gebleven en rijvaardig. Het is vermeldenswaard dat ook wagen 119 in okergeel met zwart heeft gereden.

#### Vierramers, Parkwagens, Delmez-wagens

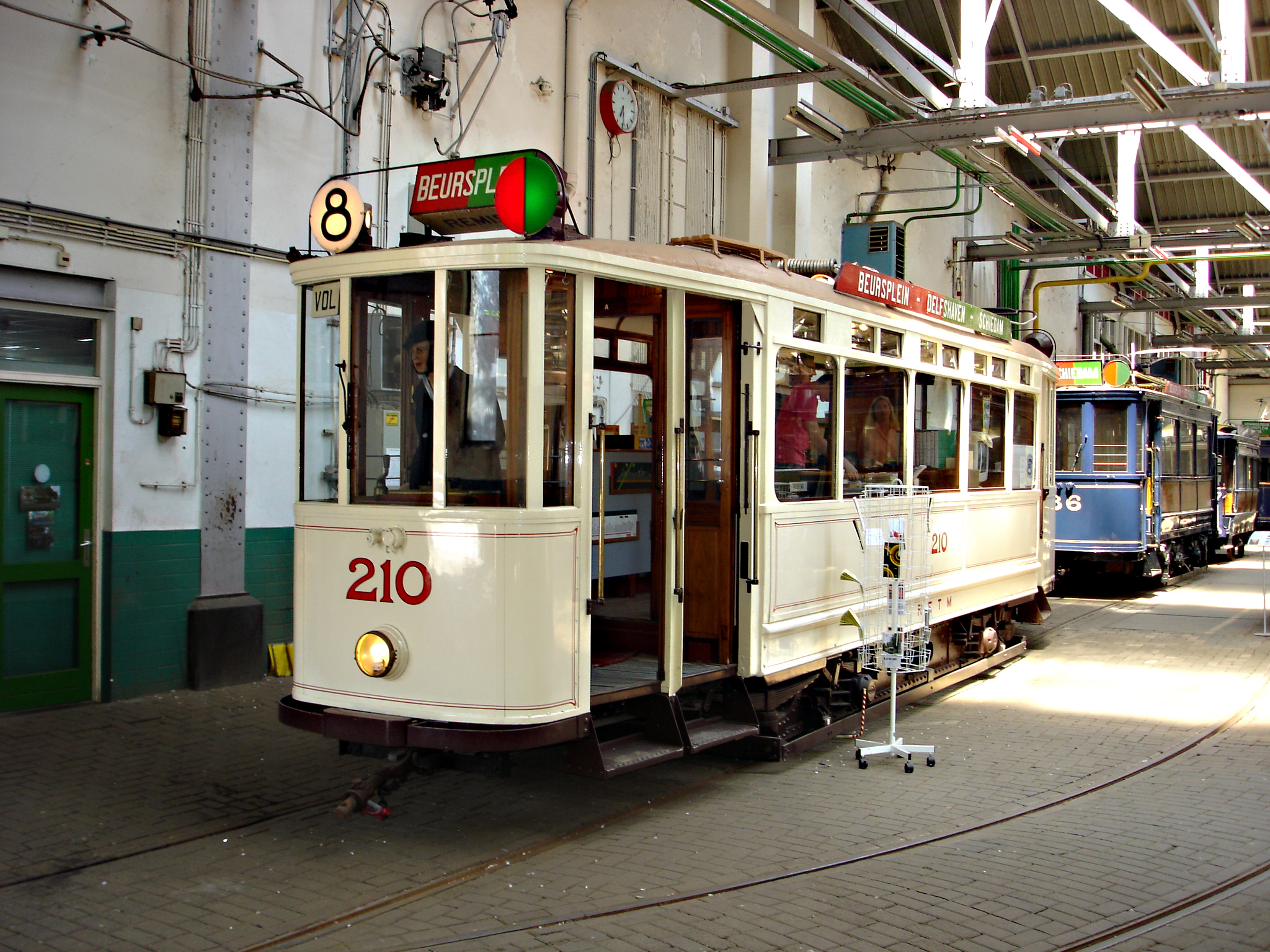
RETM motorwagen 210 (bouwjaar 1924).

In 1913 kwam de serie 152-176 in dienst. Dit waren trams met 4 zijramen met boven ieder raam twee kleine ventilatieraampjes. Zij hadden 18 zitplaatsen op dwarsbanken. Wegens materiaaltekort veroorzaakt door de Eerste Wereldoorlog werd de serie 177-201 pas in 1921 afgeleverd. Het betrof twee deelseries die van elkaar verschilden door een gering lengteverschil en een grotere afstand tussen de twee assen.
Hun bijnaam 'Parkwagens' kregen zij omdat zij allereerst in dienst kwamen op de toen nette lijn 1 naar het Park. In 1930 werden de wagens verbouwd en kregen de bekende zwart en okergele uitrusting, deuren en een pantograaf als stroomafnemer in plaats van een sleepbeugel. In de Tweede Wereldoorlog werden 7 wagens gewijzigd in bijwagens en kregen een 1 voor het wagennummer. In 1946 werden 14 motorwagens verkocht aan de HTM. De overige trams gingen rond 1950 buiten dienst. Als museumtram is de 192 bewaard gebleven en rijvaardig gerestaureerd (ex-zandmotorwagen 2403).
In 1924 werd de Delmez-serie afgeleverd, genummerd 202-221 en gebouwd door Allan. Zij lijken wat betreft uiterlijk wat op de Haagse serie 800 met hun 3 grote en 2 driekwart zijramen. Ze werden afgeleverd met twee eenassige draaistellen maar tijdens de verbouwing in de jaren 1930 kregen zij een vast tweeassig onderstel. Zij waren dan ook de langste tweeassers die bij de RET dienst hebben gedaan. De meeste trams van deze serie gingen in 1956 en 1957 buiten dienst. De motorwagens 210 en 220 zijn als museumtrams bewaard gebleven, alleen de 220 is rijvaardig.

### Vierassers

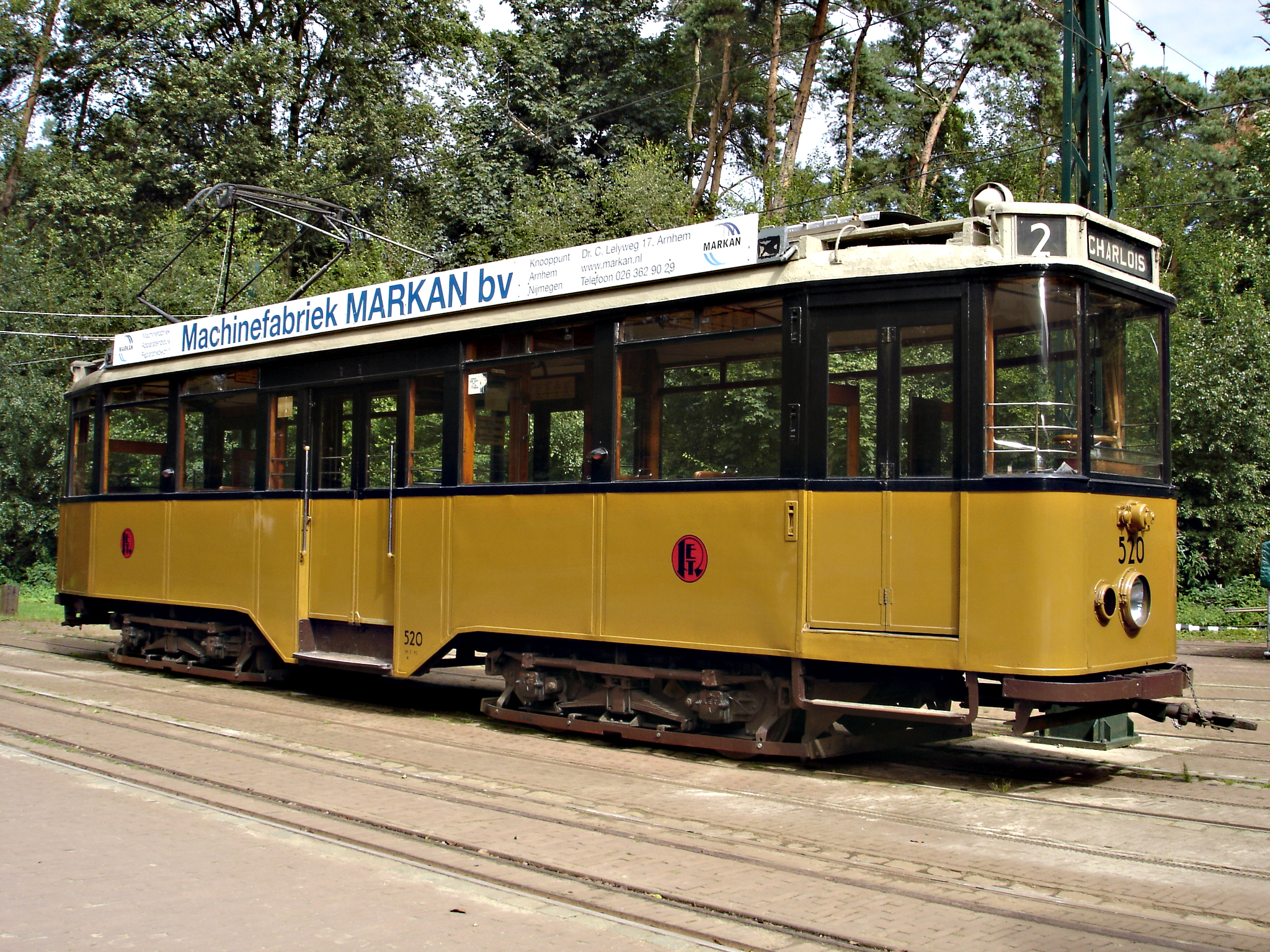
Vierassige motorwagen RET 520 (bouwjaar 1931).

De RET kreeg in zijn nieuwe directeur dr. ing. J.G.J.C. Nieuwenhuis een zeer vooruitstrevend man. Hij moderniseerde de Rotterdamse tram met een grote serie vierassige trams op twee draaistellen. Tussen 1929 en 1931 schafte de RET in totaal 170 vierassige elektrische motorwagens aan. Met de doortrekking van lijn 5 naar Schiebroek op 25 januari 1969 kwam een einde aan hun gewone diensten; als spitstrams bleven ze tot in begin van de jaren zeventig dienst doen. Enige tientallen wagens deden nog lang – de laatste tot in 2007 – dienst als werkwagens, enkele zijn bewaard als museumtrams.
In 1929 arriveerde de serie 401-450, 12 meter lange trams, geschilderd in zwart en okergeel met een groot middenbalkon waardoor in- en uitstappen werd versneld. Allan in Rotterdam, Talbot in (Aken) en Werkspoor in Utrecht bouwden en leverden de trams af. Twintig bijwagens (1001-1020) werden door Allan en Beijnes in Haarlem geleverd. Deze werden in 1931 tot de motorwagens serie 451-470 verbouwd.
In 1931 volgde nog een grote bestelling, de serie 471-570, met sterkere motoren, zodat de RET nu 170 bijna identieke motorwagens had die op alle lijnen konden worden ingezet. De 551-570 zijn gebouwd door Beijnes te Haarlem. Op de zwaar bezette lijnen 2 en 3 werden de bijwagens serie 1001-1020 (tweede serie, gebouwd in 1931) meegevoerd. Deze trams behoorden tot de modernste in het vooroorlogse Europa. Vanaf 1943 volgde nog een kleine serie motorwagens, als eenrichtingswagens, de serie 301-304, deels voorzien van reservemoteren en deels met de sterke motoren van de 471-474 omdat deze trams praktisch steeds met bijwagens reden. Twee door brandschade in 1943 vernielde motorwagens werden in 1946 als eenrichtingswagens, identiek aan de 301-304 herbouwd, dit werden de 305 en 306. Vier motorwagens overleefden de Tweede Wereldoorlog niet. Tot medio zestiger jaren - in 1965 waren de zwakkere vierassers 401-474 en de bijwagens al afgevoerd - vormden deze trams de ruggengraat van het Rotterdamse trambedrijf. Veel wagens hebben een museale bestemming gekregen, ook bij de Electrische Museumtramlijn Amsterdam en het Openluchtmuseum in Arnhem. In Amsterdam verblijft de 507, in Arnhem verblijven de 520, 535 en 536.

#### Allan tramstellen

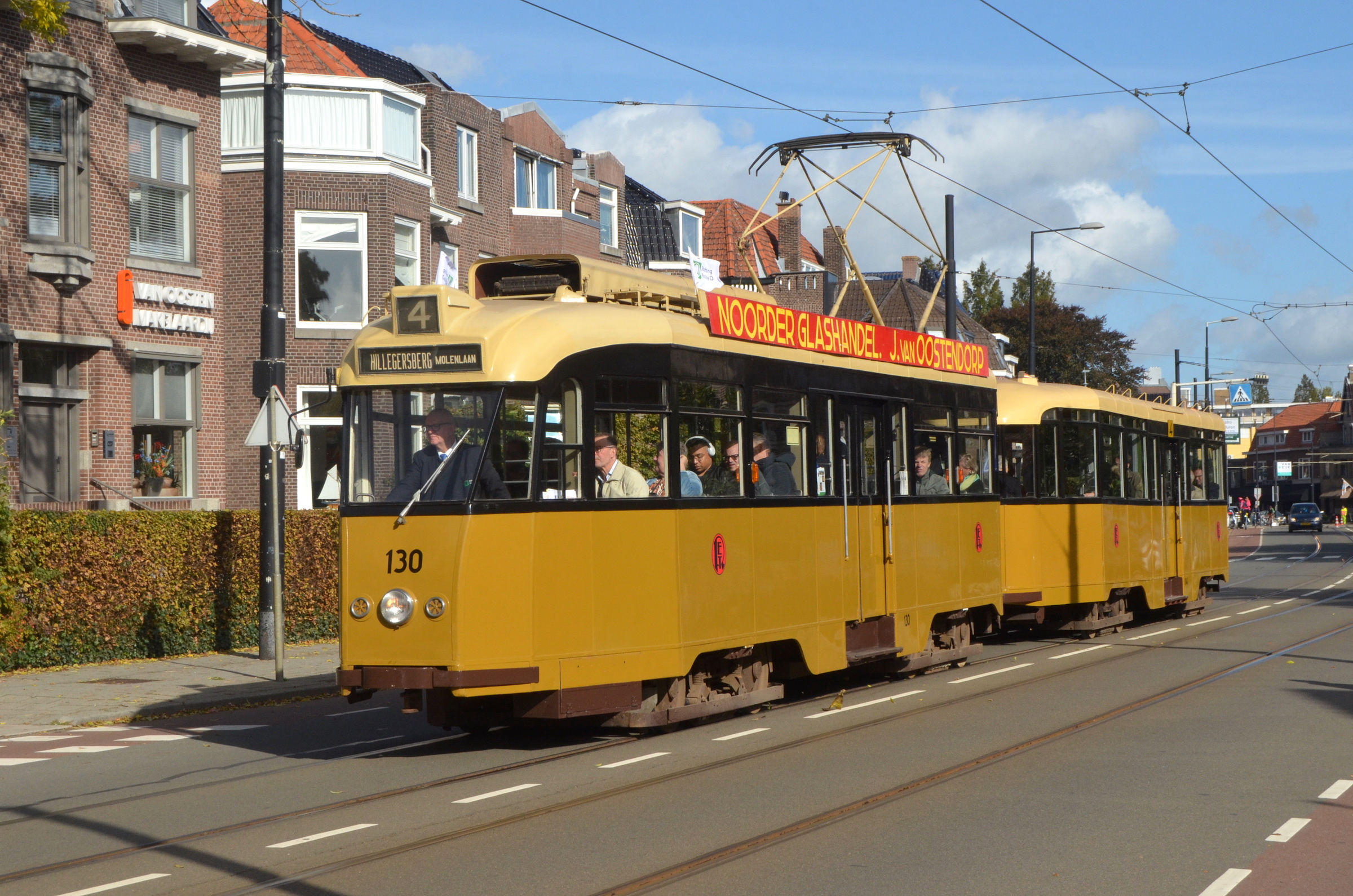
Allan-tramstel 130 + 1040 (bouwjaar 1951).

Na de bevrijding schafte de RET in 1948 twee prototypes aan van een moderner type vierassers, de motorwagens 571-572, in 1950 vernummerd in 100-101. Men borduurde voort op het vooroorlogse succes van de vierassers. In 1950-1951 volgde de serie 102-135. Dit door Allan gebouwde tramtype was al verouderd omdat er toen al jarenlang met andere tramtypes werd geëxperimenteerd, waaronder trams (vierassers en gelede) met passagierscirculatie. Alleen het gebruik van aluminium voor de wagenbakken in deze serie kan als modern worden gezien. De serie had bijpassende bijwagens, de tussen 1948 en 1951 afgeleverde serie 1021-1056 die met 100-135 een ensemble vormden. Zij werden tussen 1968 en 1983 buiten dienst gesteld. De motorwagens 109, 115, 123 en 130 zijn als museumtrams bewaard gebleven, alleen de 123 en 130 zijn rijvaardig. Van de bijwagens zijn er drie bewaard gebleven: de 1040, 1042 en 1050. De 1042 is rijvaardig als bijwagen bij de 123, de 1050 is rijvaardig bij de Tramlijn Nederlands Openluchtmuseum te Arnhem.

### Schindlers

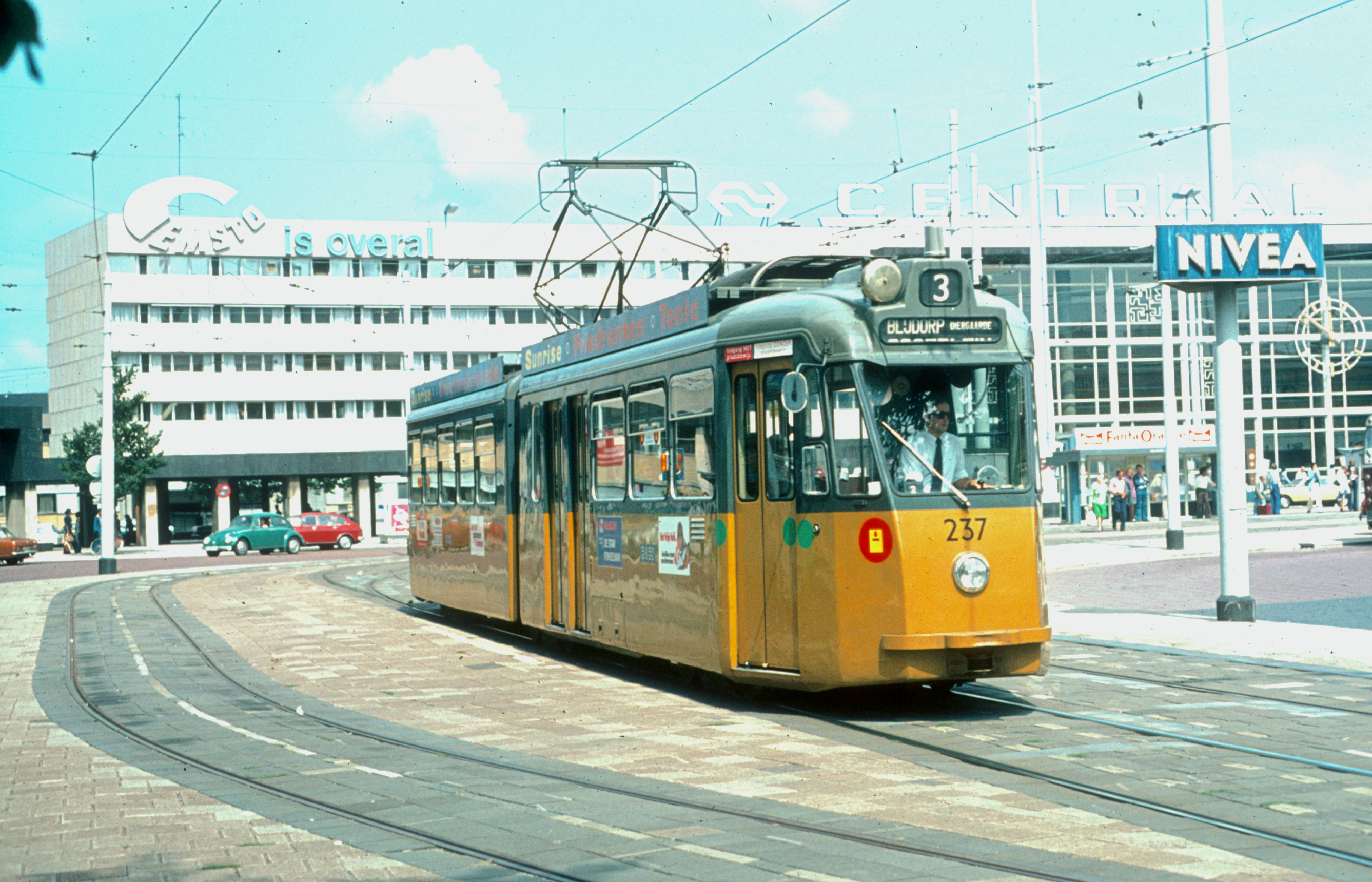
Zesassige Schindler RET 237 (bouwjaar 1957).

In de jaren 1950 zocht de RET naar vervangende trams om de laatste tweeassers te kunnen afvoeren. Dit werden de serie 1-15 (1956; vierassers) en 231-244 (1957; zesassers). Deze twee series werden gebouwd door Wagonfabrik Schindler A.G. in Pratteln (Zwitserland). Bij de RET had men soortgelijke lichtgewicht trams in Bazel gezien die grote indruk maakten. Tevens wilde men passagierscirculatie invoeren – achter instappen, langs een zittende conducteur gaan en voor of in het midden uitstappen. De wagens waren ook de eerste met een verlaagde instap. Waren voor de klassieke vierassers nog twee grote stappen nodig om in te stappen, bij de Schindlers konden passagiers volstaan met één kleine stap. Door de meerdere deuren konden passagiers ook niet meer elkaar hinderen bij het in- en uitstappen wat de dienstuitvoering versnelde. Helaas vielen zij op door hun onrustige loop; ze schommelden. Tussen 1982 en 1985 werden deze trams afgevoerd. Twee zijn er voor het museum bewaard gebleven, de 15 en 242.

### Düwags

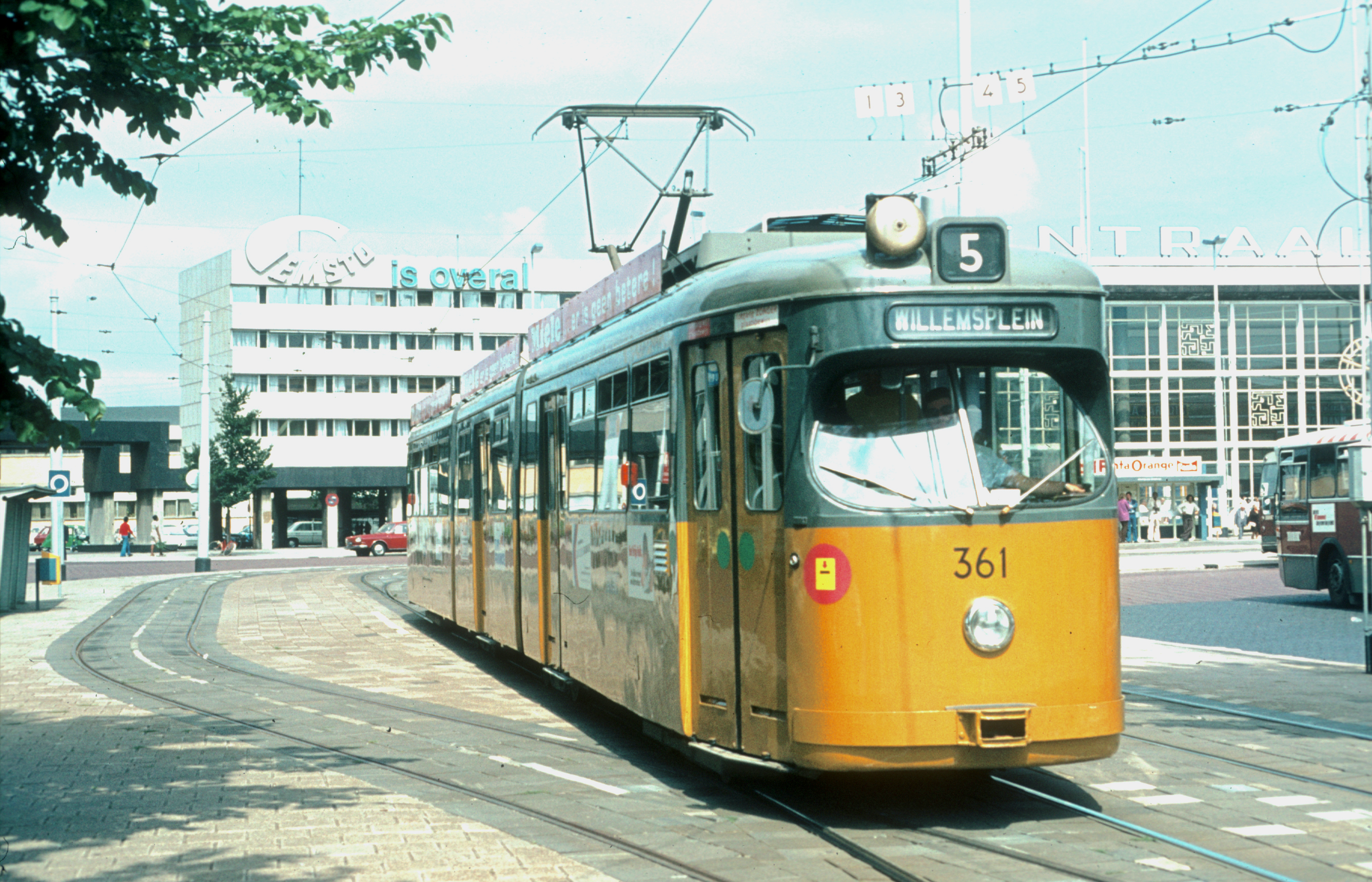
Dubbelgelede Rotterdamse Düwagtram RET 361 (bouwjaar 1964).

Na de Schindlers werd de Düsseldorfse tramfabriek Düwag hoofdleverancier van de RET. De serie 351-386 was de eerste dubbelgelede serie volgens dit toen reeds beproefde recept. Zij werden afgeleverd in 1964. De serie 251-274 werd in 1965 als enkelgelede variant afgeleverd. In 1975 werd deze serie verbouwd tot dubbelgelede trams en vernummerd in 301-324. De door Werkspoor gebouwde enkelgelede rijtuigen uit de serie 601-635 van enkele jaren later (1969) werden bijna alle ook in de jaren tachtig verbouwd tot dubbelgelede exemplaren; die kregen een "1" voor hun nummer en vormden aldus de serie 1600. Vele van de trams uit de series 251-274, 351-386 en 600/1600 zijn nog veelvuldig verbouwd en overgeschilderd. De meeste werden afgevoerd in de jaren tachtig en negentig; in 2003 reden ze voor het laatst in dienst van de RET. Enkele trams van de serie 1600 zijn na afvoer in Roemenië terechtgekomen. Als museumtrams zijn in Rotterdam bewaard gebleven de 385, 608 en 1624. Bij de Tramlijn Nederlands Openluchtmuseum te Arnhem bevindt zich de 631. Op het NDSM-terrein in Amsterdam-Noord staat de 319 (ex-269).

### ZGT – Zwevend Geleed Tramrijtuig

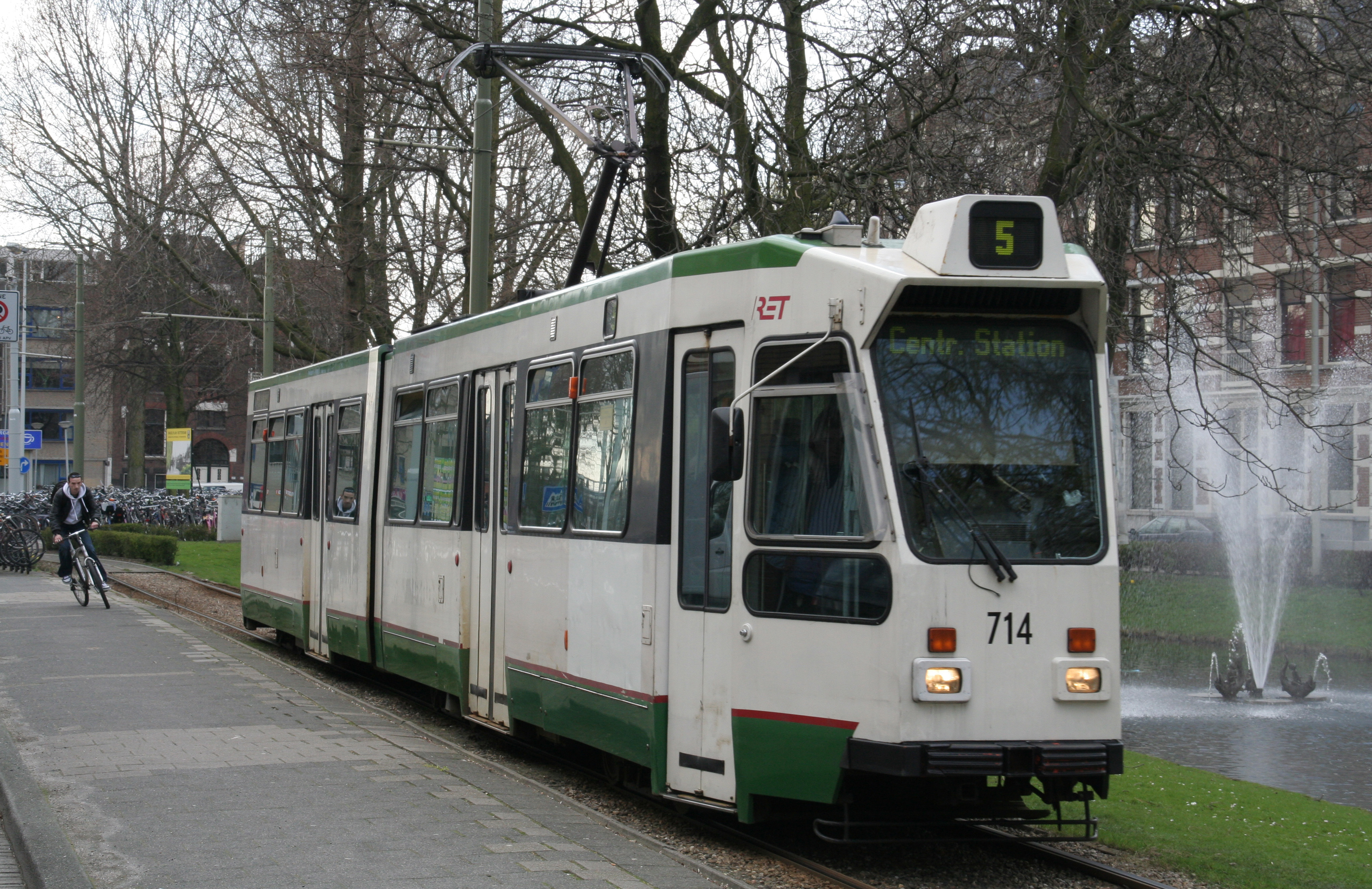
Zesassige motorwagen RET 714 (bouwjaar 1982).

In de jaren tachtig werden 100 nieuwe gelede trams in openbaarvervoergeel afgeleverd. Deze trams werden genummerd in de 700 en 800-serie en vervingen de oude gelede trams uit de jaren vijftig en zestig. Deze series waren van een nieuw concept, het voor de RET Zwevend Geleed Tramrijtuig (ZGT) ontwikkelde type. De serie 701-750 is volledig nieuw gebouwd, terwijl bij de serie 801-850 gebruik is gemaakt van het tractie- en besturingssysteem van de series 301-324 en 351-386.
In de jaren negentig werd als huiskleur de Rotterdamse kleuren groen en wit ingevoerd (later vervangen door groen en zilver).
De laatste trams van de serie 800 zijn in juni 2012 buiten dienst gesteld. Een deel van de rijtuigen van de 800-serie is verkocht aan Galați in Roemenië. Bijna alle 700-en deden tot 2012 nog dienst. Van de 700-en zijn de laatste exemplaren in 2015 buiten dienst gesteld en afgevoerd.
De 717, 741 en 749 en de 819, 834 en 840 maken als museumtram nu deel uit van de collectie van Stichting RoMeO.

### Citadis

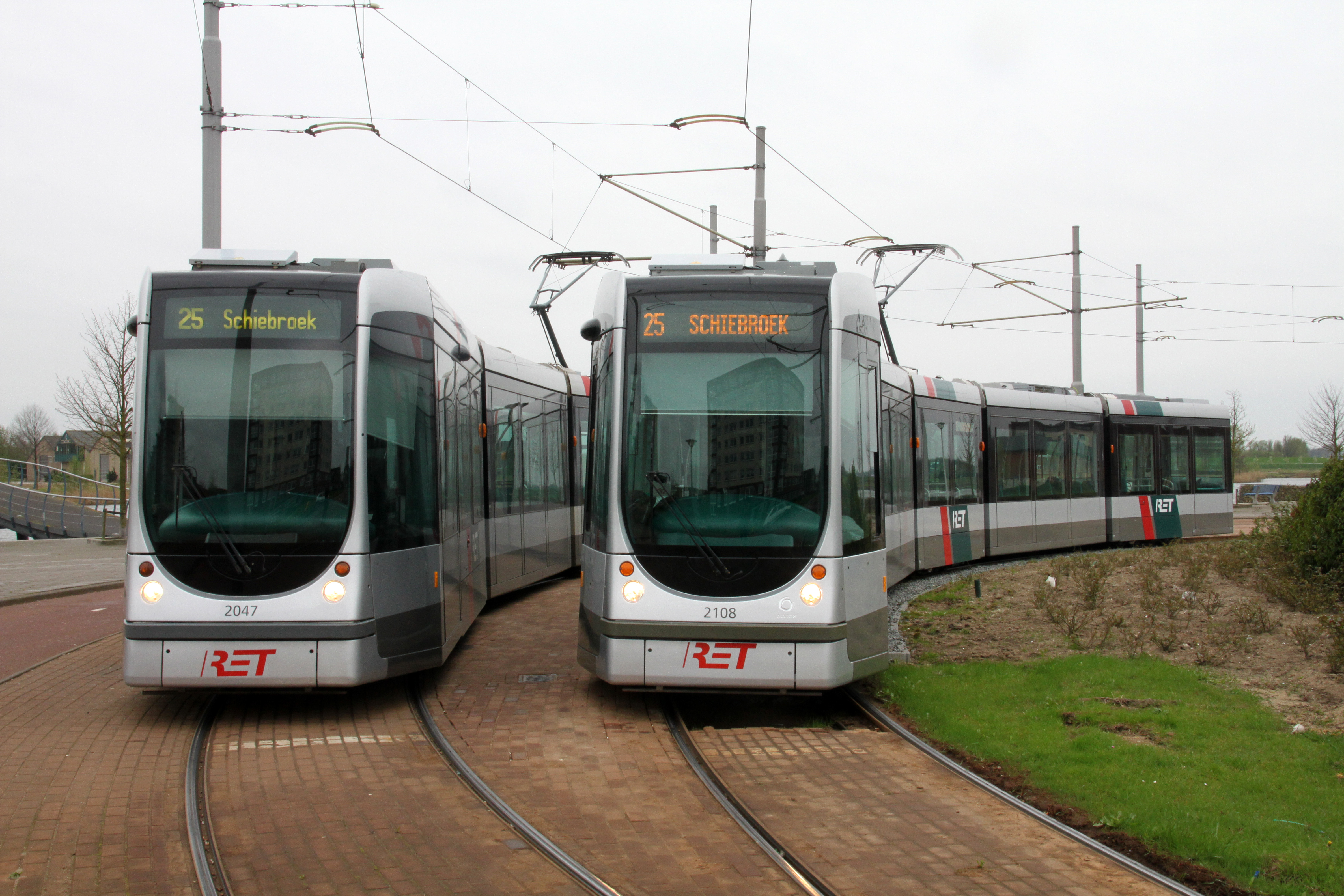
Twee Rotterdamse Citadis te Barendrecht Carnisselande.

In het kader van het voormalig HOV-concept "TramPlus", heeft de RET voor 100 miljoen euro 60 Citadis 302-trams (5-delig) aangeschaft. De Rotterdamse versie van de Citadis heeft een 100% lage vloer, is 2,40 meter breed en biedt aan 63 reizigers een zitplaats. Met 31,5 meter waren deze bij aflevering de langste trams van Nederland.
Op 25 augustus 2003 werd de Citadis officieel gepresenteerd aan het publiek. Eerst werden deze trams ingezet op tramlijn 20 (inmiddels opgeheven), later verschenen ze ook op de andere Rotterdamse tramlijnen.
In 2007 zijn de Citadis 2 besteld, die iets korter zijn dan de Citadis 302-rijtuigen en die daardoor geschikt voor de lijnen die destijds niet (volledig) op TramPlusniveau gebracht zijn: de lijnen 4, 7 en 8. Deze trams begonnen te rijden in 2011 en zijn genummerd in de 2100-serie. In voorjaar 2012 was de hele serie afgeleverd; de RET beschikte nu over 113 exemplaren van de Citadis. Inmiddels rijden alle Citadis-trams op alle tramlijnen en is er één exemplaar met aanrijdingschade afgevoerd.

## Materieelgeschiedenis bijwagens

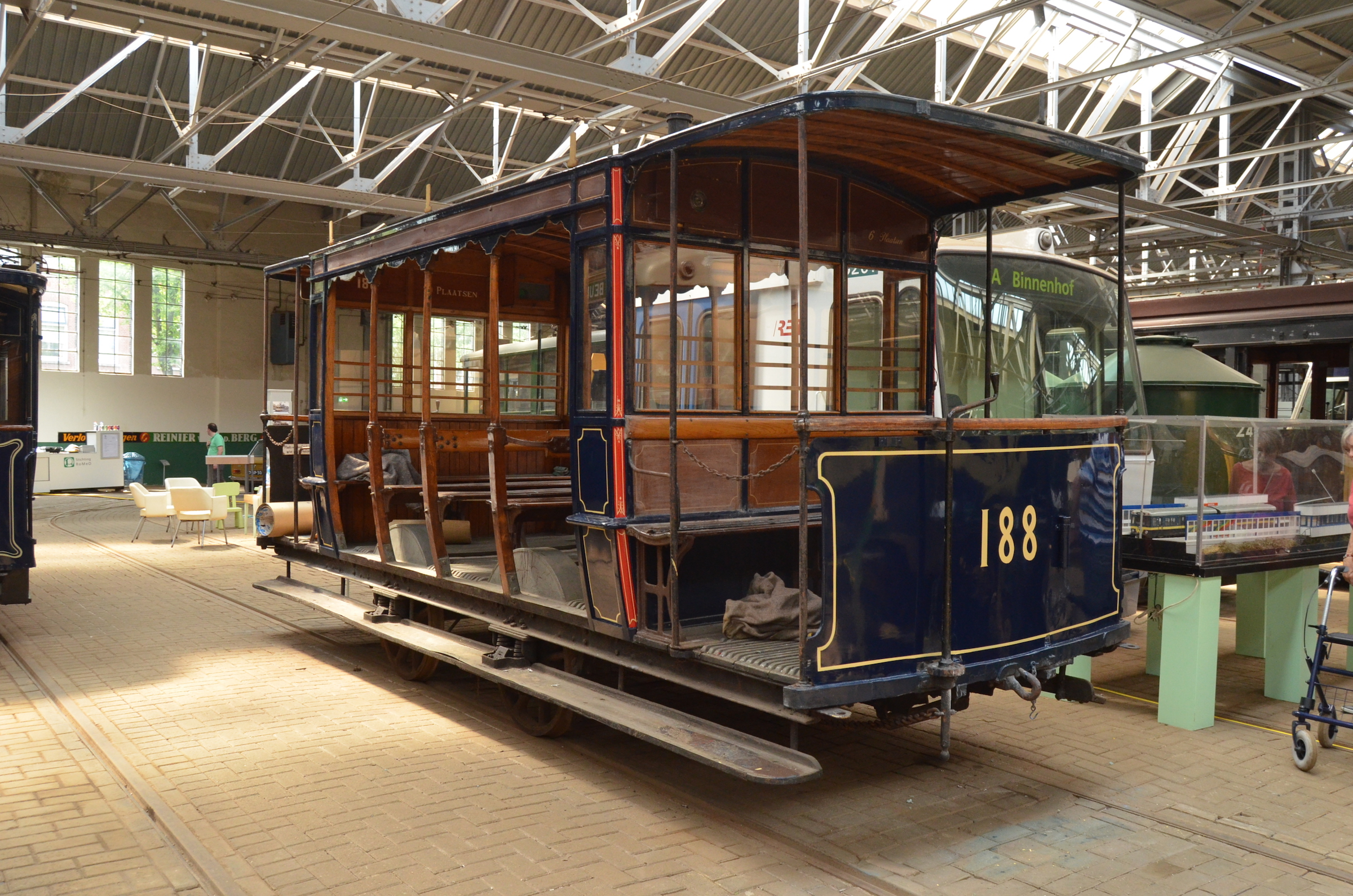
Open bijwagen RETM 188 (ex-296, ex-206.

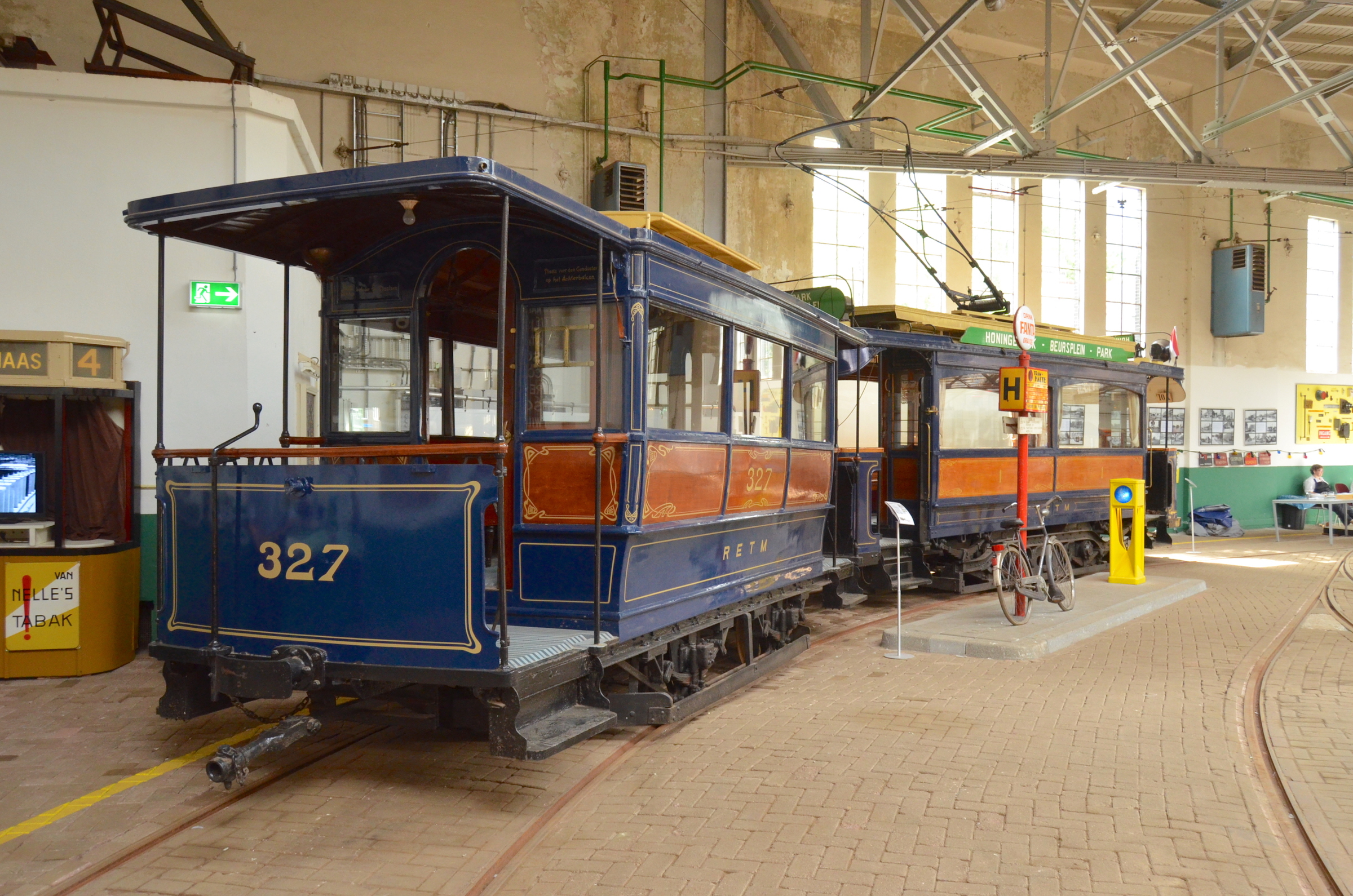
Bijwagen RETM 327.

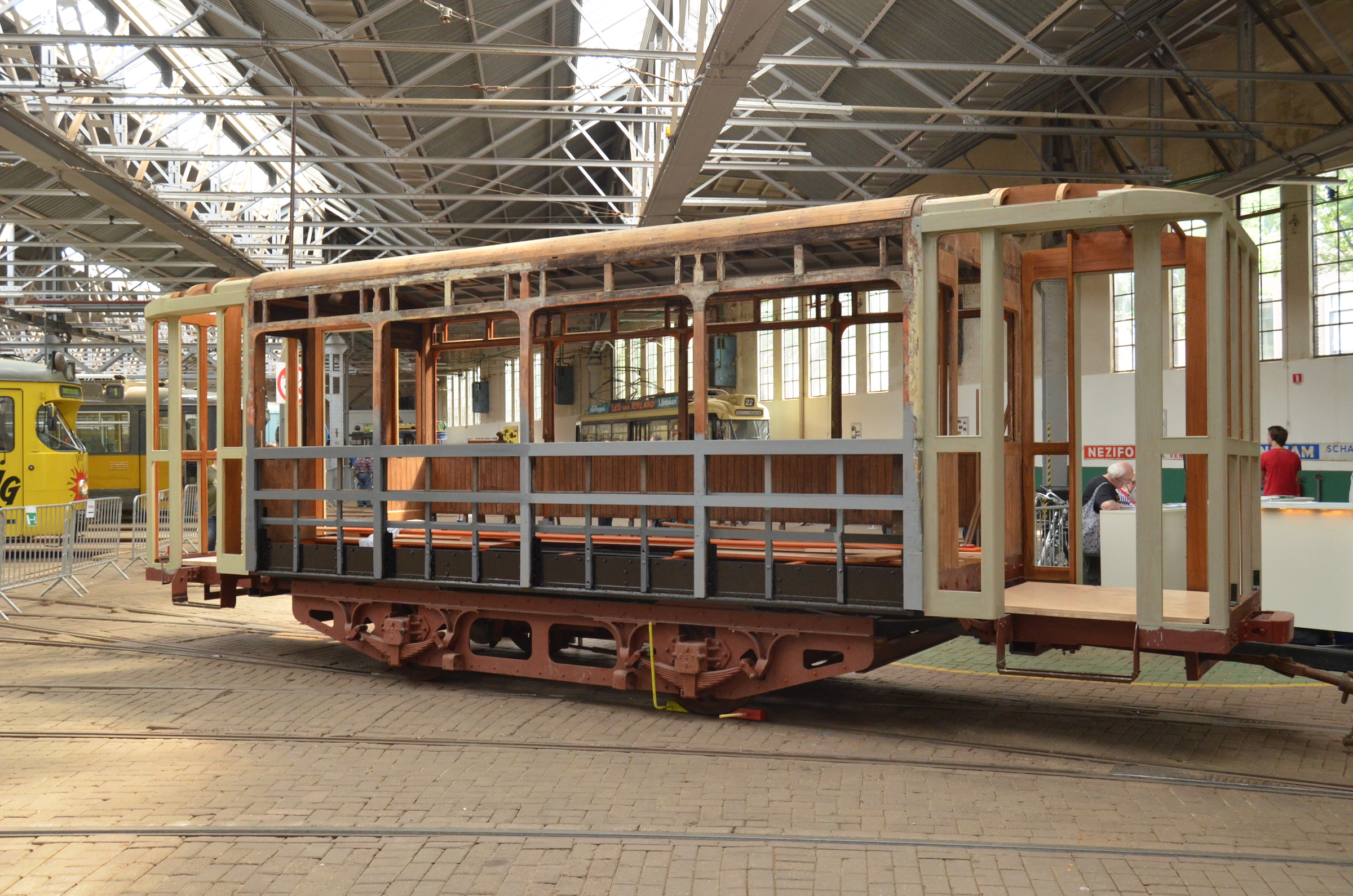
Bijwagen RETM 387 in restauratie naar de originele staat.

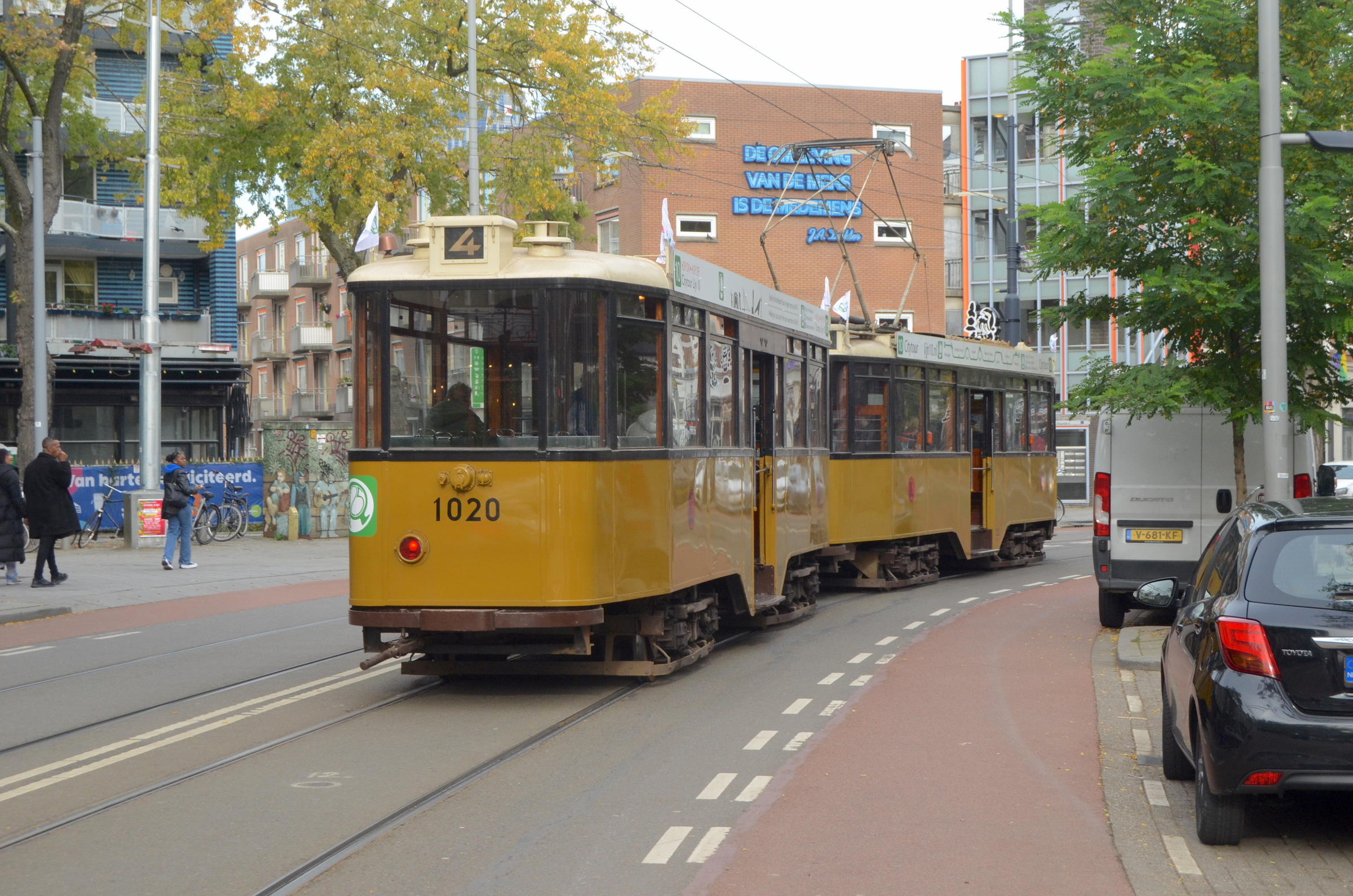
Vierasser-tramstel 1020 + 523 op de Nieuwe Binnenweg.

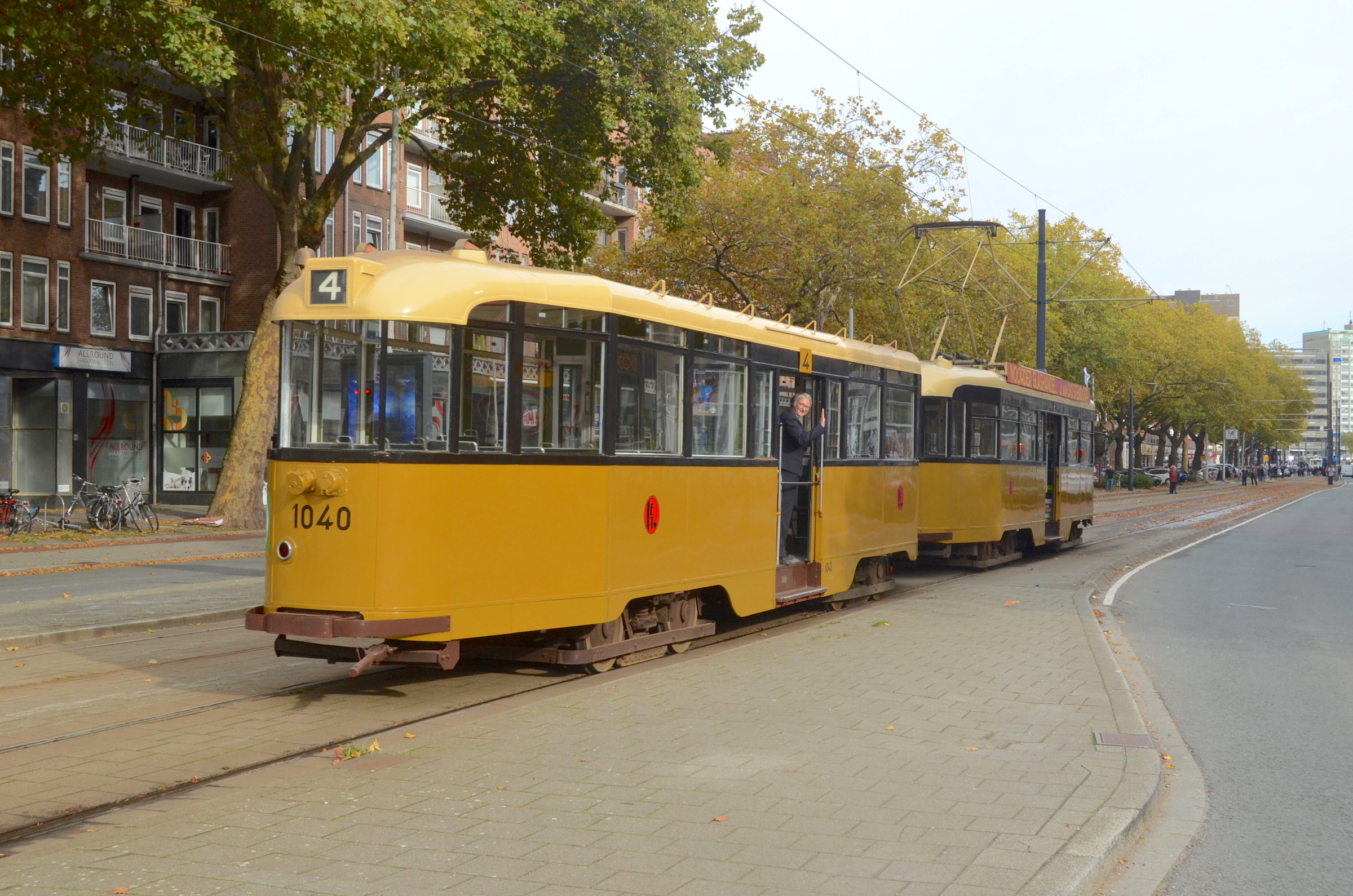
Allan-tramstel 1040 + 130 de Goudsesingel.

### Open bijwagens
Een aantal kleine series open bijwagens geschikt voor mooi zomerweer. De 201-208 waren voormalige paardentrams, de 209-210 waren hieraan gelijk maar nieuw gebouwd in 1905 door Allan. Deze serie werd in 1920 vernummerd tot 291-300 en in 1931 buiten dienst gesteld. De serie 211-240 werd in 1907 gebouwd door Ragheno en in 1920 vernummerd in 261-290. Twaalf wagens werden omstreeks 1930 gemoderniseerd terwijl de rest buiten dienst ging. De meeste van de gemoderniseerde wagens gingen in 1942 naar Bremen. Als museumtram is bewaard gebleven de 284.

### Gesloten bijwagens
Gesloten bijwagens kende de RET(M) in de volgende series:
- Serie 301-350: wagens die eerst als paardentram hadden gefungeerd. Kleine tweeassers met drie kleine zijramen en open balkons. Deze wagens gingen in 1931 buiten dienst. Als museumtram is bewaard gebleven de 327.
- Serie 351-360 (later 1351-1360). Tweeassige wagens met drie grote, lang naar beneden doorlopende ramen die later zodanig werden gemonteerd dat ze geheel neer beneden konden zakken. Deze wagens werden in de jaren 1930 vernummerd en overgeschilderd en deden nog tot ver in de jaren 1950 dienst. Als museumtram is bewaard gebleven de 1355.
- Serie 361-406 (later 1361-1406) waren tussen 1915 en 1921 afgeleverde tweeassige bijwagens, merendeels door Allan gebouwd, met 4 ramen. Ze leken qua uiterlijk sterk op de Delmez-motorwagens. Uit een teruggevonden wagenbak en diverse losse onderdelen wordt een nieuwe bijwagen 387 als museumtram gereconstrueerd.
- Voorts waren er twee series 1001-1020. De eerste serie uit 1929 was voorbereid om tot motorwagens te worden verbouwd. Dit werd motorwagenserie 451-470. De tweede serie 1001-1020 uit 1931 is tot het begin van de jaren zestig in dienst geweest, voornamelijk op tramlijn 2 (CS – Charlois) en is toen volledig gesloopt. Als museumtram is bewaard gebleven de 1008 (herbouwd uit motorwagen 545). De huidige bijwagens met nummers uit de serie 1001-1020 zijn gereconstrueerd uit andere wagens van de serie 471-570.
- De series 1127-1151 en 1152-1201 waren tot bijwagen verbouwde motorwagens (127-151 en 152-201) die in de jaren 1930 werden gemoderniseerd en de kleuren zwart met okergeel kregen. Deze bijwagens reden veelvuldig in combinatie met de vierassige motorwagens. Zij werden afgevoerd in de jaren veertig en vijftig.
- De serie 1021-1056 schafte de RET aan na de Tweede Wereldoorlog in 1948-1950, behorend bij de nieuwe Allanmotorwagens. Dit waren ook bijwagens die visueel een goede combinatie waren met die motorwagens. Zij werden tussen 1968 en 1983 buiten dienst gesteld. De bijwagens 1040, 1042 en 1050 zijn als museumtrams bewaard gebleven, de 1042 is rijvaardig. Voorts de 1050 bij de Tramlijn Nederlands Openluchtmuseum te Arnhem.

## TramPlus
Begin jaren negentig was het voortbestaan van de tram onzeker. De metro was een grote concurrent van de tram. Het TramPlusplan voorzag in de omzetting van de belangrijkste lijnen in TramPluslijnen (HOV-lijnen). Ook werden er nieuwe TramPluslijnen aangelegd.
In 1996 werd als eerste tramlijn 20 geopend. Deze lijn verbindt het station Rotterdam Centraal van Rotterdam via de in 1996 geopende Erasmusbrug met Rotterdam-Zuid.
In maart 2000 werd tramlijn 23, de IJsselmondelijn, geopend van Centraal Station naar het Stadion Feijenoord, met name om het traject beschikbaar te hebben voor Euro 2000, de Europese voetbalkampioenschappen die in 2000 in Nederland en België werden gehouden. In de jaren daarna is de lijn geleidelijk verlengd, zuidwaarts naar IJsselmonde en westwaarts naar Vlaardingen-Holy; het was de langste tramlijn van Nederland met een enkelereistijd van vijf kwartier. Inmiddels wordt het lijngedeelte naar Vlaardingen bediend door tramlijn 24.
In november 2004 werd de Carnisselandelijn (tramlijn 25) geopend, die het Rotterdam Centraal verbindt met de nieuwe wijk Carnisselande in Barendrecht. Tegenwoordig rijdt lijn 25 tot Rotterdam Centraal de oorspronkelijke route, om vervolgens via de oude route van tramlijn 5 door te rijden tot Schiebroek.
Tramlijn 2 is inmiddels verbouwd tot TramPluslijn. Het kan zijn dat lijn 2 tramlijn 22 zal gaan heten, het is dan een echte TramPluslijn.
Aan de Schiedam-Vlaardingenlijn werd de laatste hand gelegd in Rotterdam, Schiedam en Vlaardingen. Op 31 oktober 2005 is de lijn officieel geopend, de nieuwe tak naar Vlaardingen als verlenging van tramlijn 23, lijn 1 werd omgedoopt in tramlijn 21. Op 18 augustus 2008 is de route in het centrum van Schiedam verlegd zodat de tram nu ook bij het belangrijke knooppunt station Schiedam Centrum komt, lijn 21 wordt later nog doorgetrokken naar station Schiedam Spaland. Inmiddels wordt het lijngedeelte naar Vlaardingen bediend door tramlijn 24
In juni 2005 ging de gemeente Ridderkerk akkoord met de voorkeur van de stadsregio Rotterdam om een TramPluslijn naar Ridderkerk aan te leggen, daarmee kan de planning hiervoor beginnen. Er komt een zijtak van tramlijn 23.
Voor onder andere het TramPlusproject en ter vervanging van oud materieel werden 60 trams van het type Citadis van Alstom besteld. Zij kwamen in dienst vanaf 2002. De trams worden voornamelijk ingezet op de TramPluslijnen. Sindsdien rijden ze ook op tramlijn 2.
In juli 2007 werd bekend dat de RET nog 53 trams van het type Citadis II zou bestellen bij Alstom. Deze trams rijden ook op de tramlijnen die buiten het TramPlusproject vallen, en hebben de resterende trams uit de series 800 en 700 tot 2015 vervangen. De eerste Citadis II-trams zijn in het voorjaar van 2011 gaan rijden. Een jaar later was de hele serie afgeleverd en de RET beschikt nu over 113 van deze trams (één is er inmiddels met aanrijdingschade afgevoerd).
TramPlus werd op 6 januari 2025 opgeheven vanwege de herziening van het Rotterdamse tramnetwerk, inclusief hernummering van een aantal tramlijnen.

## Toekomstige uitbreidingen
- In 2016 heeft de gemeente Rotterdam bekendgemaakt het stedelijk vervoer in de stad op de schop te willen gooien. Onderdeel hiervan zijn nieuwe tramverbindingen door de Maastunnel en over de Willemsbrug. Het is de bedoeling dit voor 2030 uitgevoerd te hebben, maar er zijn nog geen besluiten gevormd tot aanleg.[1]
- Verder zijn er plannen voor kleinere projecten, zoals verbindingsbogen tussen de Kruiskade en de Henegouwerlaan en keerlussen bij het Wilhelminaplein en de Langenhorst.[2]

## Rotterdamse trams elders
Een deel van het afgevoerde trammaterieel is aan andere bedrijven verkocht. Deze trams verhuisden naar de volgende plaatsen:
- Bij Risk (trainingscentrum voor (brand)ongevallen) Maasvlakte: ZGT wagen 841 (voorheen 1626, deze is geruild met de 841 die opgeknapt is door RoMeO; de 1626 is vervolgens door RoMeO in Rotterdam geplukt en gesloopt.
- Bij Politieacademie De Yp in Den Haag: gelede wagen 727
- Bij Ricas Zoetermeer: gelede wagen 1602
- In Brăila (Roemenië): gelede wagens 1601, 1604, 1611, 1612, 1613, 1615, 1618, 1619, 1621 en 1634
- In Galați (Roemenië): gelede wagens 801, 803, 804, 807, 814, 817, 824, 832, 836, 837, 838, 842, 844, 845 846 (849 is daar reeds gesloopt) tevens zijn naar Galați verhuisd de nummers: 805, 812, 815, 818, 820, 822, 823, 828, 830, 835 en 848, waarvan de 815 bestemd is voor onderdelen.
- In Craiova (Roemenië): gelede wagens 651, 652, 653, 654, 655, 657, 658, 659 en 660 (ex-Wenen)

## Museumtrams

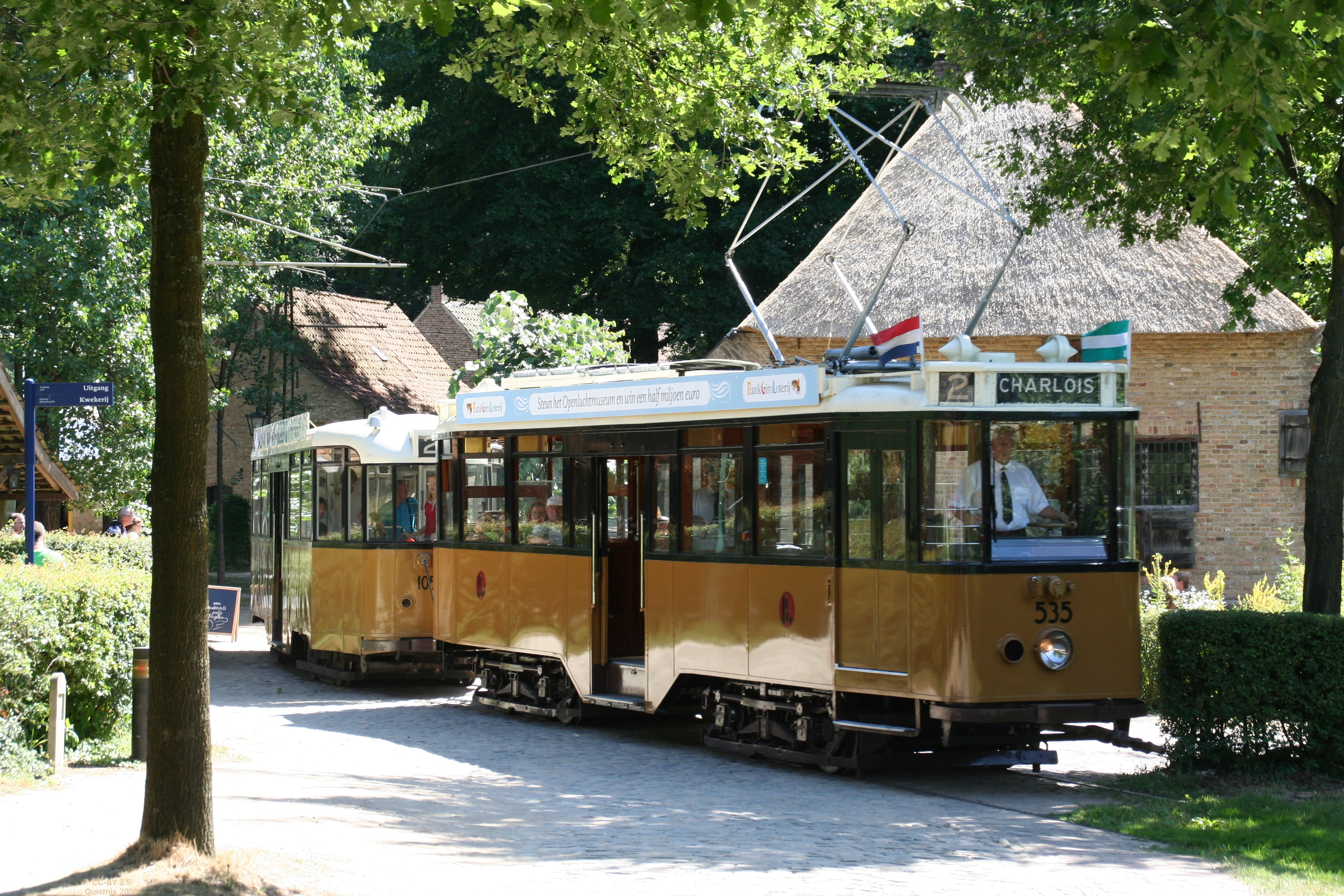
Vierasser uit 1931 rijdend in het Nederlands Openluchtmuseum.

De stichting RoMeO houdt zich bezig met de geschiedenis van het openbaar vervoer in Rotterdam en beheert twee musea en onderhoudt historische trams en bussen. Hiermee worden ook regelmatig ritten gemaakt.
Op 18 september 2005 werd het eeuwfeest van de elektrische tram in Rotterdam gevierd met een tramoptocht waaraan trams uit 1905 t/m 2005 deelnamen. De eerste elektrische tram reed op 18 september 1905 tussen Het Park en de Honingerdijk.
RoMeO onderhoudt een tramlijn, die rijdt op feestdagen en in schoolvakanties:
- Tramlijn 10, een rondrit door de stad, vertrekkend van het Willemsplein.

## Remises

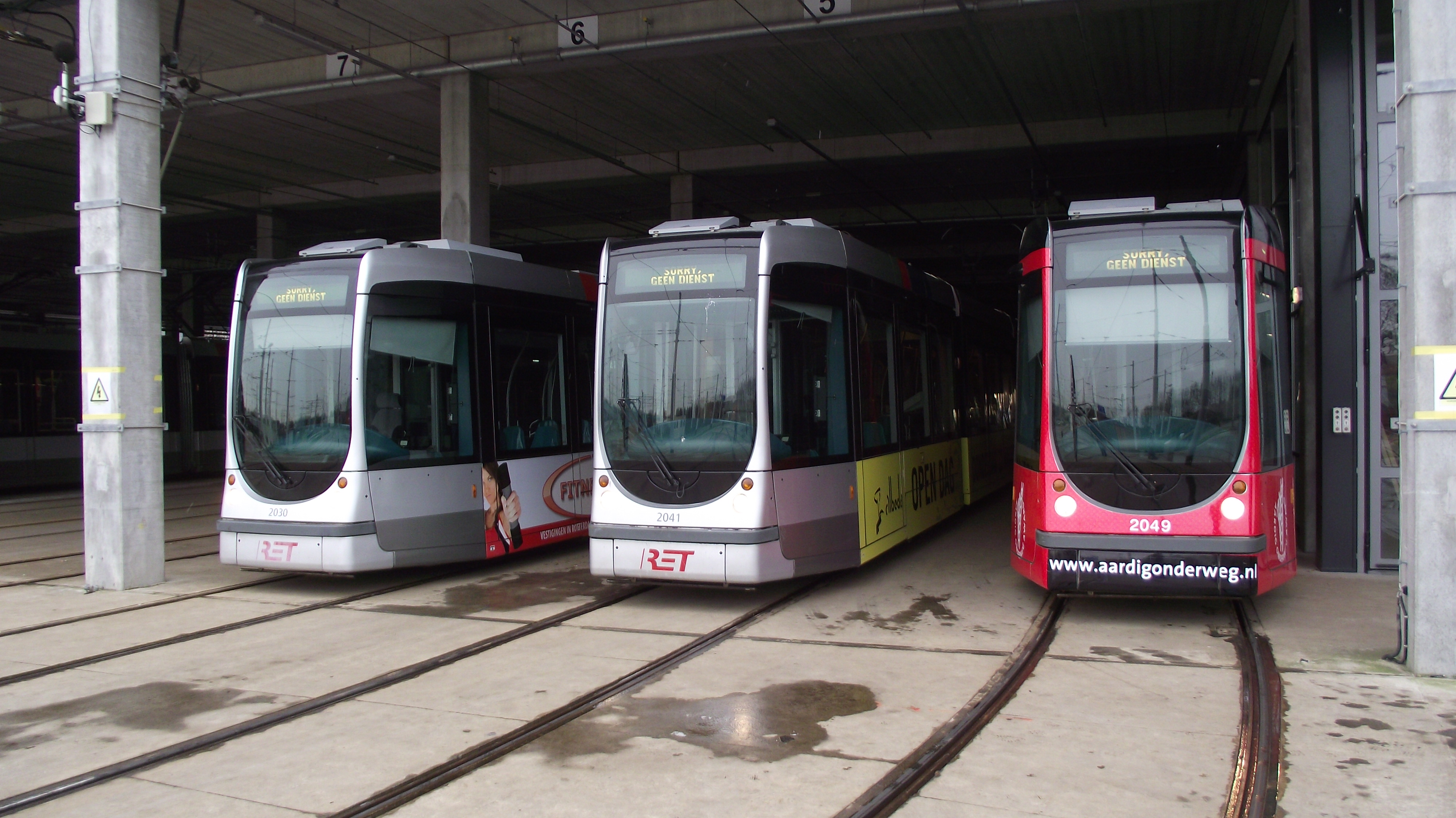
Remise Beverwaard.

Zowel op de rechter als op de linker Maasoever beschikt de RET anno 2015 over één tramremise. Op de rechter Maasoever is dit remise Kralingen. De diensten van de lijnen 1, 4, 6, 7, 8 en 11 worden van hieruit gereden. Op de linker Maasoever staat de nieuwe remise Beverwaard die gecombineerd is met een P+R voorziening met 500 parkeerplaatsen. De lijnen 2, 3 en 5 vinden hier hun onderdak. Deze remise heeft in augustus 2011 de remise Hilledijk vervangen omdat deze te weinig capaciteit had en omdat daar woningbouw gepland is. De remise Beverwaard vervangt ook de remise Kleiweg voor de opslag van trams, aan de Kleiweg vindt vooral nog onderhoud aan trams en bussen plaats. Deze werkplaats is in gebruik sinds 1960, voorheen was hier de fabriek van Allan Rotterdam gevestigd. De RET(M) had zijn werkplaats voor 1960 aan de Isaäc Hubertstraat.
Een andere remise, remise Hillegersberg aan de Kootsekade, wordt niet meer voor de normale dienst gebruikt en is niet meer in beheer bij de RET; ze is in gebruik voor restauratie en berging van museumtrams. Hier bevindt zich tegenwoordig het Rotterdams Openbaar Vervoer Museum, waar vele museumtrams staan opgesteld, worden onderhouden en gerestaureerd. Vroeger had de RET ook een remise in Charlois aan het Maastunnelplein en remise Delfshaven aan de Nieuwe Binnenweg; een restant van deze laatste remise was tot 2011 in gebruik als trammuseum. De voormalige remise van de paardentram naar Overschie aan de Schiekade bood onderdak aan de railreinigers en zoutwagens.

## Dienstregeling 2025
De totale lengte van het tramlijnennet bedraagt 113,9 kilometer, lijnen 10, 12 en 22 niet meegerekend.
| Lijn | Route                                                           | Via | Bijzonderheden |
| ---- | --------------------------------------------------------------- | --- | --- |
| 1    | De Esch – Vlaardingen Holy                                      | Oude Plantage - Woudestein - Avenue Concordia - Oostzeedijk - Oostplein - Burgemeester van Walsumweg - Station Blaak - Keizerstraat - Beurs - Lijnbaan - Weena - Rotterdam Centraal - Kruisplein - Kruiskade - 1e Middellandstraat - Mathenesserplein - Mathenesserbrug - P.C. Hooftplein - Marconiplein - Koemarkt - Broersvest - Station Schiedam Centrum - Parkweg - Nieuwland                                                                             | |
| 2    | Keizerswaard – Charlois                                         | Kreekhuizenlaan - Maasstad Ziekenhuis - Station Lombardijen - Molenvliet - Breeplein - Randweg - Hillevliet - Maashaven - Pleinweg - Dorpsweg - Kromme Zandweg | |
| 3    | Beverwaard – Rotterdam Centraal                                 | P+R Beverwaard - Keizerswaard - Stadion Feijenoord - Varkenoordseviaduct - Laan op Zuid - Wilhelminaplein, Leuvehaven - Beurs - Lijnbaan - Weena | Rijdt na Rotterdam Centraal verder als lijn 5. |
| 4    | Molenlaan – Heemraadsplein                                      | Hillegersberg - Station Noord - Bergweg - Eudokiaplein - Noordsingel - Heer Bokelweg - Weena - Rotterdam Centraal - Kruisplein - Eendrachtsplein - Mathenesserlaan - 's-Gravendijkwal | |
| 5    | Carnisselande – Rotterdam Centraal                              | Langenhorst - Groene Hilledijk - Randweg - Beijerlandselaan - Laan op Zuid - Wilhelminaplein - Leuvehaven - Beurs - Lijnbaan - Kruisplein | Rijdt na Rotterdam Centraal verder als lijn 3. |
| 6    | Kleiweg – Heemraadsplein                                        | Bergpolderplein - Station Noord - Bergweg - Eudokiaplein - Noordsingel - Heer Bokelweg - Weena - Rotterdam Centraal - Kruisplein - Eendrachtsplein - Mathenesserlaan - 's-Gravendijkwal | |
| 7    | Woudestein – Marconiplein                                       | Erasmus Universiteit - Voorschoterlaan - Oudedijk - Boezemsingel - Crooswijk - Noorderbrug - Meent - Pompenburg - Weena - Rotterdam Centraal - Kruisplein - Kruiskade - 1e Middellandstraat - Mathenesserplein - Mathenesserbrug - P.C. Hooftplein | |
| 8    | Spangen – Schiebroek                                            | P.C. Hooftplein - Marconiplein - Delfshaven - Schiemond - Pieter de Hoochweg - Westzeedijk - Euromast/Erasmus MC - Vasteland - Museumpark - Eendrachtsplein - Kruisplein - Rotterdam Centraal - Weena - Schiekade - Walenburgerweg - Schieweg - Franciscus Gasthuis - Melanchthonweg | |
| 10   | Willemsplein – Willemsplein (Citytour)                          | Westplein - Museumpark - Eendrachtsplein - Kruisplein - Rotterdam Centraal - Weena - Heer Bokelweg - Noordsingel - Eudokiaplein - Bergweg - Noorderbrug - Meent - Goudsesingel - Oostplein - Burgemeester van Walsumweg - Station Blaak - Keizerstraat - Leuvehaven - Vasteland - Erasmus MC - Euromast - Westzeedijk - Schiemond - Delfshaven - Heemraadsplein - Nieuwe Binnenweg - Mathenesserlaan - Eendrachtsplein - Museumpark - Westplein - Willemskade | Rijdt alleen in de zomer als toeristische tram, daarnaast als te huren tram. Wordt gereden met historische Rotterdamse trams.                                  |
| 11   | De Esch – Schiedam Woudhoek                                     | Oude Plantage - Woudestein - Avenue Concordia - Oostzeedijk - Oostplein - Burgemeester van Walsumweg - Station Blaak - Keizerstraat - Beurs - Lijnbaan - Kruisplein - Rotterdam Centraal - Kruisplein - Kruiskade - 1e Middellandstraat - Mathenesserplein - Mathenesserbrug - P.C. Hooftplein - Marconiplein - Koemarkt - Broersvest - Station Schiedam Centrum - Parkweg - Nieuwland                                                                        | Rijdt niet 's avonds na 20:00 uur en zondagochtend. |
| 12   | Rotterdam Centraal – (Stadion Feijenoord) – P+R Beverwaard      | Kruisplein - Lijnbaan - Beurs - Leuvehaven - Wilhelminaplein - Laan op Zuid - Varkenoordseviaduct - Keizerswaard | Rijdt alleen tijdens grote evenementen in de Kuip. Rijdt tot aan de Kuip als '12 Feyenoord Stadion', daarna als '12 P+R Beverwaard' / '12 Rotterdam Centraal'. |
| 22   | Rotterdams Openbaar Vervoer Museum - Station Rotterdam Centraal | Rotterdams Openbaar Vervoer Museum - Straatweg - Bergweg - Noordsingel - Heer Bokelweg - Hofplein - Weena - Station Rotterdam Centraal | Rijdt alleen tijdens dagen dat het museum geopend is. |